# Teplyk
Teplyk (in ucraino Теплик?) è un insediamento rurale ucraino (6 076 abitanti) nel distretto di Hajsyn, nell'oblast' di Vinnycja. Ospita l'amministrazione della comunità territoriale di Teplyk, una delle comunità territoriali dell'Ucraina.
Fino al 18 luglio 2020 Teplyk fungeva da centro amministrativo del distretto di Teplyk, abolito come parte della riforma amministrativa dell'Ucraina, che ha ridotto a sei il numero dei distretti dell'oblast' di Vinnycja. L'area del distretto di Teplyc è stata fusa nel distretto di Hajsyn.
Fino al 26 gennaio 2024 Teplyk era classificata come insediamento di tipo urbano. Da tale data è entrata in vigore una nuova legge che ha abolito questo status e Teplyk è stata riclassificata come insediamento rurale.